# Waterford Football Club
El Waterford Football Club (en irlandés: Cumann Peile Phort Láirge) es un club de fútbol de Irlanda, con sede en Waterford. Fue fundado en 1930 y compite en la Premier Division, máxima categoría del fútbol irlandés.

## Historia
La época dorada del club fue en los años 1970 y finales de los 60s, cuando alcanzaron sus 6 títulos nacionales en 8 temporadas, desde 1966 a 1973. Además obtuvieron una de las mejores campañas de un equipo de Irlanda en una competición europea de fútbol al alcanzar los Octavos de final de la Liga de Campeones de la UEFA, perdiendo largamente contra el Celtic por 0-7 y 2-3. En el año 1982 el club cambia su nombre por el de Waterford United.
Waterford United es el sexto mejor equipo de su país en torneos europeos, con 9 participaciones (en Liga de Campeones y Recopa de Europa), acumulando 22 partidos, con 4 triunfos, un empate y 17 derrotas, 21 goles a favor y 61 en contra.
En la temporada 2016 el club regresa a su nombre original Waterford Football Club y en la temporada siguiente logra el ascenso a la FAI Premier Division.

## Palmarés

### Torneos nacionales
- Liga de Irlanda (6): 1965-66, 1967-68 , 1968-69, 1969-70, 1971-72 , 1972-73
- Copa de Irlanda (2): 1936-37, 1979-80
- Copa de la Liga de Irlanda (2): 1973-74, 1984-85
- Escudo de la Liga de Irlanda (5): 1930-31, 1936-37, 1952-53, 1958-59, 1968-69
- Primera División de Irlanda (4): 1989-90, 1997-98, 2002-03, 2017
- Top Four Cup (5): 1967-68, 1968-69, 1969-70, 1970-71, 1972-73
- Texaco Cup (1): 1974-75

### Torneos regionales
- Copa de Leinster (1): 1973-74
- Liga de Munster (1): 1932-33
- Copa de Munster (15): 1934-35, 1945-46, 1947-48, 1955-56, 1956-57, 1965-66, 1966-67, 1975-76, 1980-81, 1985-86, 1986-87, 2007, 2009, 2010, 2013

## Participación en competiciones de la UEFA
| Temporada | Torneo                    | Ronda      | Club              | Casa | Visita | Global |
| --------- | ------------------------- | ---------- | ----------------- | ---- | ------ | ------ |
| 1966-67   | European Cup              | Preliminar | Vorwärts Berlin   | 1–6  | 0–6    | 1–12   |
| 1968–69   | European Cup              | 1          | Manchester United | 1–3  | 1–7    | 2–10   |
| 1969–70   | European Cup              | 1          | Galatasaray       | 2–3  | 0–2    | 2–5    |
| 1970–71   | European Cup              | 1          | Glentoran         | 1–0  | 3–1    | 4–1    |
| 1970–71   | European Cup              | 2          | Celtic            | 0–7  | 2–3    | 2–10   |
| 1972–73   | European Cup              | 2          | Omonia            | 0–2  | 2–1    | 2–3    |
| 1973–74   | European Cup              | 1          | Újpest            | 2–3  | 0–3    | 2–6    |
| 1979–80   | European Cup Winners' Cup | 1          | Göteborg          | 1–1  | 0–1    | 1–2    |
| 1980–81   | European Cup Winners' Cup | 1          | Hibernians        | 4–0  | 0–1    | 4–1    |
| 1980–81   | European Cup Winners' Cup | 2          | Dinamo Tbilisi    | 0–1  | 0–4    | 0–5    |
| 1986–87   | European Cup Winners' Cup | 1          | Bordeaux          | 1–2  | 0–4    | 1–6    |